# Barbara Kuźnicka
Barbara Anna Kuźnicka z domu Rembielińska (ur. 1931, zm. 15 stycznia 2021) – polska historyczka farmacji, profesorka nauk humanistycznych.

## Życiorys
Była córką Ireny ze Skępskich i farmaceuty Roberta Rembielińskiego.
Była specjalistką w zakresie zbioru i stosowania ziół leczniczych oraz historii farmacji w Polsce. Była związana z Instytutem Historii Nauki Polskiej Akademii Nauk.
Jej mężem był biolog Leszek Kuźnicki.

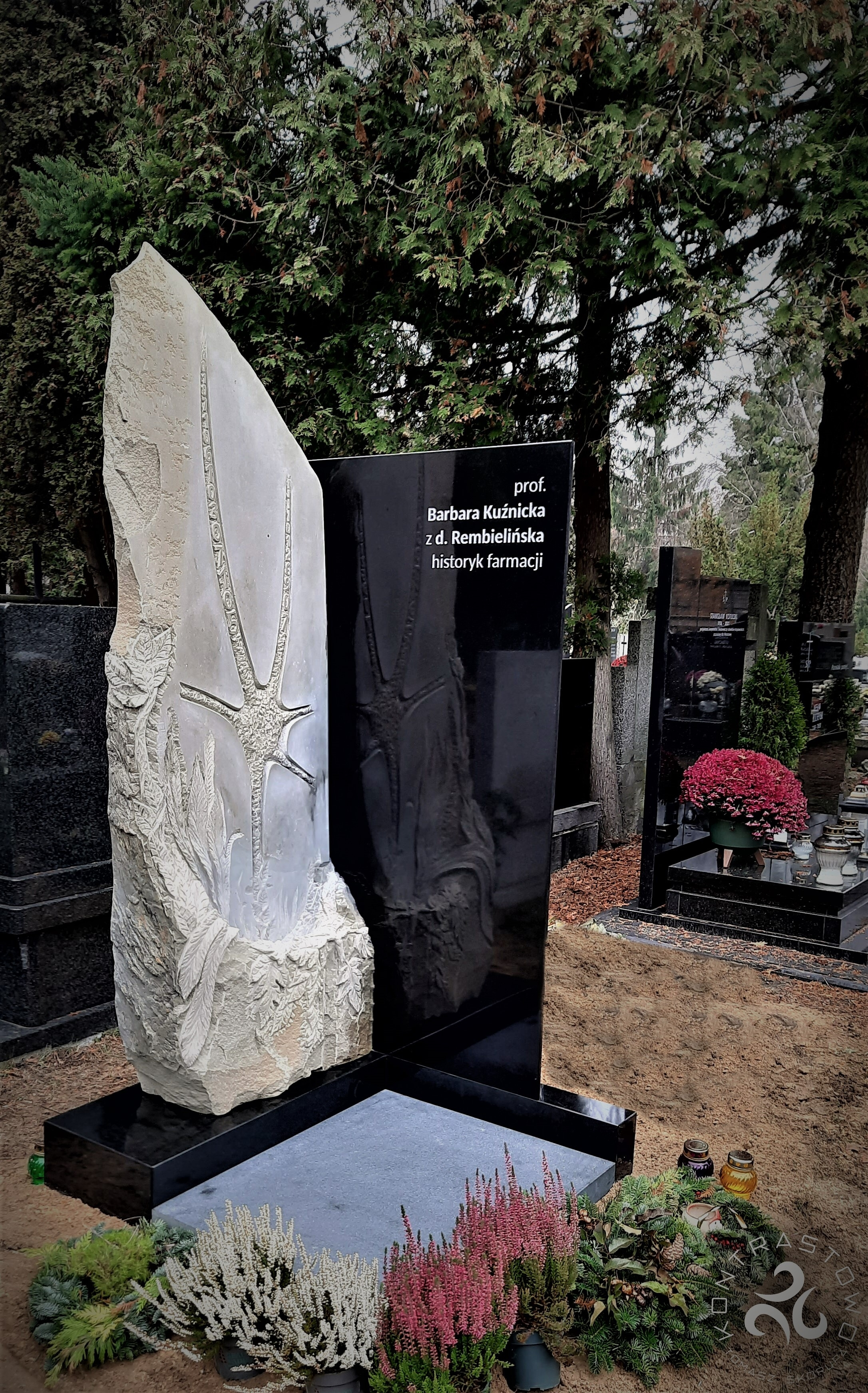
Pomnik na grobie Barbary Kuźnickiej na Powązkach Wojskowych (autor: arch. Tomasz Skorupa "Kontrastowo")

Pochowana na warszawskich Powązkach Wojskowych (kwatera G-3A).

## Publikacje
Była autorką artykułów, które zostały opublikowane w czasopismach takich jak: „Kwartalnik Historii Nauki i Techniki”, „Nauka” oraz autorką i współautorką publikacji książkowych m.in.:
- Zioła lecznicze. Zbiór i stosowanie (1960, współautorka z A. Dziakiem)
- Szymon Fabian 1802-1885 (1962)
- Zioła lecznicze. Zbiór i stosowanie (1963, współautorka z A. Dziakiem)
- Ferdynand Karo 1845-1927 (1966)
- Zioła lecznicze. Historia, zbiór i stosowanie (1967, współautorka z A. Dziakiem)
- Ewolucja nauczania farmacji w Polsce w latach 1783-1930 (1968)
- Zioła lecznicze. Historia, zbiór i stosowanie (1970, współautorka z Marią Dziak)
- Historia farmacji (1972, kolejne wyd. 1987, współautorka z R. Rembielińskim)
- Zioła lecznicze. Historia, zbiór i zastosowanie (1972, współautorka z Marią Dziak)
- Kierunki rozwoju farmacji w Polsce epoki Oświecenia (1982)
- Zioła i ich stosowanie. Historia i współczesność (1977, kolejne wyd. 1979, 1984, 1987, 1988, 1992, współautorka z Marią Dziak)
- Historia leków naturalnych. 1. Źródła do dziejów etnofarmacji w Polsce (1986, pod redakcją B. Kuźnickiej)
- Problematyka historyczna na łamach „Wiadomości Farmaceutycznych” w latach 1918-1939 (1982, przedmowa B. Kuźmińska, autor P. Rybicki)
- Dzieje nauk farmaceutycznych w Polsce. 1918-1978 (1986, pod redakcją Z. Jerzmanowskiej i B. Kuźnickiej)
- Historia leków naturalnych. 2. Natura i kultura. Współzależność w dziejach lekoznawstwa (1989, pod redakcją B. Kuźnickiej)
- Historia leków naturalnych. 3. Ziołoznawstwo w dawnej i współczesnej kulturze Rzeszowszczyzny (1993, pod redakcją B. Kuźnickiej)
- Profesorowie warszawskiej farmacji – Józef Jan Celiński, Władysław Mazurkiewicz. Studium o twórcach przełomów uniwersyteckich (1993, pod redakcją B. Kuźmińskiej)
- Z historii i etymologii polskich nazw roślin leczniczych (1993)
- Historia leków naturalnych. 5. Materia pharmaceutica (1999, pod redakcją B. Kuźnickiej)[5]